# Walnut Creek (Califórnia)
Walnut Creek é uma cidade localizada no estado norte-americano da Califórnia, no condado de Contra Costa. Foi incorporada em 21 de outubro de 1914.
Situa-se em East Bay na área da Baía de São Francisco a 26 km leste da cidade de Oakland. Embora não seja tão grande como sua vizinha Concord, Walnut Creek serve-se como um centro comercial e de entretenimento para as cidades do centro do condado de Contra Costa, devido em parte a sua localidade, próxima à rodovias que ligam a Sacramento, San Jose e São Francisco/Oakland, como também a sua acessibilidade ao BART. A cidade é sede do Pac-10 Conference.

## Geografia
De acordo com o United States Census Bureau, a cidade tem uma área de 51,2 km², onde 51,18 km² estão cobertos por terra e 0,02 km² por água.

## Demografia
Segundo o censo nacional de 2010, a sua população é de 64 173 habitantes e sua densidade populacional é de 1 253,91 hab/km². Possui 32 681 residências, que resulta em uma densidade de 638,57 residências/km².

## Lista de marcos
A relação a seguir lista as entradas do Registro Nacional de Lugares Históricos em Walnut Creek.
- Old Borges Ranch
- Robert Stanley Sr. Dollar House
- Shadelands Ranch House